# Kovin
Kovin (cyr. Ковин, rum. Cuvin, węg. Kevevára) – miasto w Serbii, w Wojwodinie, w okręgu południowobanackim, siedziba gminy Kovin. Leży w regionie Banat. W 2022 roku liczyło 28 141 mieszkańców.

## Miasta partnerskie
- Ráckeve